# Josef Laurenz Kunz
Josef Laurenz Kunz (* 1. April 1890 in Wien, Österreich-Ungarn; † 5. August 1970 in Toledo, Ohio) war ein österreichisch-amerikanischer Jurist. Er unterrichtete von 1927 bis 1932 Völkerrecht an der Universität Wien und wirkte, nachdem er 1932 in die USA ausgewandert war, ab 1934 als Professor an der University of Toledo.

## Leben
Josef Laurenz Kunz wurde 1890 in Wien geboren und studierte Rechtswissenschaften in London, Paris und an der Universität Wien, an der er als einer der Lieblingsschüler von Hans Kelsen galt und 1913 eine juristische sowie 1921 eine politikwissenschaftliche Promotion erlangte. In den Jahren 1908/09 und von 1914 bis 1919 leistete er Militärdienst in der Armee Österreich-Ungarns. Von 1927 bis 1932 unterrichtete er als Privatdozent Völkerrecht an der Wiener Universität.
1932 wanderte er in die Vereinigten Staaten aus, wo er zunächst von 1932 bis 1934 Research Fellow der Rockefeller-Stiftung war und anschließend von 1934 bis zu seiner Emeritierung als Professor für Völkerrecht an der University of Toledo wirkte. Außer dem Völkerrecht widmete er sich hier auch der lateinamerikanischen Rechtsphilosophie und publizierte darüber eine Reihe von Abhandlungen in spanischer Sprache. Neben Tätigkeiten als Gastprofessor an verschiedenen Universitäten unterrichtete er in den Jahren 1930, 1932 und 1955 als Dozent an der Haager Akademie für Völkerrecht. Darüber hinaus fungierte er als Mitherausgeber der Fachzeitschriften American Journal of International Law und Österreichische Zeitschrift für öffentliches Recht. Er starb 1970 in Toledo, Ohio.

## Auszeichnungen
Kunz wurde 1957 in das Institut de Droit international aufgenommen, aus dem er sich jedoch ein Jahr vor seinem Tod aus Krankheitsgründen zurückzog. Die Universidad Nacional Autónoma de México verlieh ihm 1953 einen Ehrendoktortitel. 1964 erhielt er das Österreichische Ehrenzeichen für Wissenschaft und Kunst.

## Werke (Auswahl)
- Die völkerrechtliche Option. Breslau 1925 (Band 1), 1928 (Band 2)
- Die Anerkennung von Staaten und Regierungen im Völkerrecht. Stuttgart 1928
- Die Staatenverbindungen. Stuttgart 1929
- La filosofía del derecho latinoamericana en el siglo XX. Buenos Aires 1951
- The Changing Law of Nations – Essays on International Law. Columbus 1968